# Unonopsis umbilicata
Unonopsis umbilicata là loài thực vật có hoa thuộc họ Na. Loài này được (Dunal) R.E.Fr. miêu tả khoa học đầu tiên năm 1937.